# Campoverde (distrito)
Campoverde é um distrito peruano localizado na Província de Coronel Portillo, região de Ucayali. Sua capital é a cidade de Campo Verde.

## Transporte
O distrito de Campoverde é servido pela seguinte rodovia:
- UC-110, que liga o distrito  à cidade de Alexander von Humboldt
- UC-111, que liga o distrito  à cidade de Manantay
- UC-104, que liga o distrito  à cidade de Nueva Requena
- PE-18C, que liga o distrito de Callería à cidade de Alexander von Humboldt [2][3][4]